# Chlorochaeta ingrata
Chlorochaeta ingrata là một loài bướm đêm trong họ Geometridae.